# Стефка Йорданова
Стефка Йорданова е българска лекоатлетка.
Родена е на 9 януари 1947 година в Бургас. Тренира бягане, като се специализира в бягане на 400 и 800 метра. През 1973 година става европейски шампион на бягане 800 метра в зала, поставяйки и европейски рекорд.
Стефка Йорданова умира на 16 януари 2011 година в Бургас.